# Cent trenta
El nombre 130 (CXXX) és el nombre natural que segueix el nombre 129 i precedeix el nombre 131.
La seva representació binària és 10000010, la representació octal 202 i l'hexadecimal 82.
La seva factorització en nombres primers és 2×5×13; altres factoritzacions són 1×130 = 2×65 = 5×26 = 10×13; és un nombre 3-gairebé primer: 2×5×13 = 130. És un nombre d'Erdős-Woods.